# Сетуридзе, Георгий
Георгий Сетуридзе (груз. — გიორგი სეთურიძე) (8 апреля 1985 года, Тбилиси) — грузинский футболист, полузащитник клуба «Айнхайт» (Рудольштадт). Практически вся карьера игрока прошла в грузинских и азербайджанских клубах. В сезоне 2007/08 провел 1 матч за «Карл Цейсс», выступавший во 2 Бундеслиге.

## Карьера в сборной
За сборную Грузии в период с 2006 по 2009 провел 5 матчей, также привлекался к матчам моледежной сборной Грузии (до 21 года) сыграл 10 игр, забил 2 мяча

## Достижения
«Динамо» Тбилиси
- Чемпион Грузии (1): 2012/13
- Кубок Грузии (1): 2013

«Дила»
- Чемпион Грузии (1): 2014/15